# Pirottaea strigosa
Pirottaea strigosa är en svampart som först beskrevs av Petter Adolf Karsten, och fick sitt nu gällande namn av Pier Andrea Saccardo 1889. Enligt Catalogue of Life ingår Pirottaea strigosa i släktet Pirottaea, ordningen disksvampar, klassen Leotiomycetes, divisionen sporsäcksvampar och riket svampar, men enligt Dyntaxa är tillhörigheten istället släktet Pirottaea, familjen Dermateaceae, ordningen disksvampar, klassen Leotiomycetes, divisionen sporsäcksvampar och riket svampar. Arten är reproducerande i Sverige. Inga underarter finns listade i Catalogue of Life.